# Franka Potente
Franka Potente, född 22 juli 1974 i Münster, Tyskland, är en tysk skådespelare, författare och regissör. 

## Biografi
Franka Potente föddes i Münster men växte upp i närbelägna Dülmen. Hon är utbildad vid Otto-Falckenberg-Schule i München och Lee Strasberg Theatre Institute i New York.   
Potente slog igenom 1998 med huvudrollen i Tom Tykwers film Spring Lola. Efter ytterligare några framgångsrika filmer i Europa sökte hon sig till Hollywood efter millennieskiftet. Hon gestaltade då den kvinnliga huvudkaraktären i de båda filmerna The Bourne Identity (2002) och The Bourne Supremacy (2004). Därefter återvände hon till Tyskland för att fortsätta arbeta med tyska och internationella regissörer som Christopher Smith, Oskar Roehler, Richard Roxburgh och Robert Young.  
Tillbaka i USA fick hon rollen som Tamara "Tania" Bunke i den andra av de två filmerna om Che Guevaras liv, regisserade av Steven Soderbergh 2008. Hon har också haft en gästroll som den armeniska maffians överhuvud i polisserien The Shield.
Sedan 2012 är Potente gift med den amerikanske skådespelaren Derek Richardson. Tillsammans har de två döttrar, födda 2011 respektive 2013. Familjen är bosatt i Los Angeles.

## Filmografi i urval
- 1995 – Nach Fünf im Urwald
- 1996 - Zwei Brüder, avsnitt In eigener Sache (gästroll i TV-serie)
- 1997 – Une vie pour une autre (TV-film)
- 1997 – Coming In (TV-film)
- 1997 – Easy Day
- 1997 – Babes' Petrol
- 1998 – Opera Ball (TV-film)
- 1998 – Rennlauf (TV-film)
- 1998 – Spring Lola
- 1998 – Am I Beautiful?
- 1999 – Downhill City
- 1999 – Our Island in the South Pacific
- 1999 – Schlaraffenland
- 2000 – Anatomie
- 2000 – Prinsessan och krigaren
- 2001 – Blow
- 2001 – Storytelling
- 2002 – La Mer
- 2002 – The Bourne Identity
- 2002 – Try 17
- 2003 – Anatomie 2
- 2003 – I Love Your Work
- 2003 – Blueprint
- 2004 – The Tulse Luper Suitcases, Part 2: Vaux to the Sea
- 2004 – The Bourne Supremacy
- 2004 – Creep
- 2006 – Elementarpartiklarna
- 2007 – Romulus, My Father
- 2007 – Eichmann
- 2008 – Che - Argentinaren
- 2008 – La traque. A film about  Eichmann
- 2009 – House (TV-serie)
- 2010 – Shanghai
- 2010 – Valerie
- 2012 – American Horror Story (TV-serie)
- 2014 – No Way Jose
- 2014 – The Bridge (TV-serie)
- 2016 – Dark Matter (TV-serie)
- 2017 – Taboo (TV-serie)